# 塩谷舞
塩谷 舞（しおたに まい、1988年10月3日 - ）は日本の文筆家、エッセイスト。

## 来歴
1988年に大阪府千里で生まれ、京都市立芸術大学美術学部総合芸術学科卒業。在学中にアートマガジン『SHAKE ART!』を創刊したのち、2012年にCINRA入社。Webディレクター、広報などを経て2015年に独立。以後は企業広告やソーシャルメディア・マーケティングのコンサルタントなどとして活動。
2017年に「milieu」と題したオピニオンサイトの運営を開始して執筆活動を本格化。2018年からアメリカ合衆国のニューヨーク州やニュージャージー州で過ごし、2021年に帰国、日本での文筆家としての活動を再開した。著書に『ここじゃない世界に行きたかった』（2021年）、『小さな声の向こうに』（2024年）がある。文芸誌やファッション誌などへの寄稿も行うが、主にnoteのメンバーシップ『視点』にてエッセイなどを更新している。

## 著書
- 『ここじゃない世界に行きたかった』文藝春秋、2021年2月。ISBN 978-4-16-391334-6。
  - 『ここじゃない世界に行きたかった』文藝春秋〈文春文庫〉、2024年5月。ISBN 978-4-16-792220-7。
- 『小さな声の向こうに』文藝春秋、2024年4月。ISBN 978-4-16-391829-7。